# Ante Defrančeski
Ante Defrančeski (Ližnjan, 1. veljače 1894. – Skrad, 27. rujna 1949.), hrvatski pedagog i pedagoški pisac, buditelj hrvatske nacionalne svijesti, učitelj i prevoditelj.
Rođen u Ližnjanu. U Kastvu završio učiteljsku školu. Od iste godine radio je u Družbinoj školi u Kašteliru, a zatim u Materadi. Sudionik u pokretanju i razvijanju kulturnog života te buđenju hrvatske narodne svijesti u selima Bujštine. Početkom prvog svjetskog rata unovačen i poslan na rusko bojište gdje je zarobljen. U rodni se kraj nije vratio poslije rata zbog talijanske okupacije Istre i sve grublje talijanizacije.
Posao je našao u Kotoribi gdje je radio kao učitelj do 1920., a nakon toga u Čakovec gdje je radio do 1924. i potom u Zagreb. U Zagrebu je 1928. završio četverogodišnju Višu pedagošku školu. Zaposlio se u učiteljskoj školi gdje je radio kao predavač.
1930-ih godina pridružuje se koloniji istarskih Hrvata u Beogradu. Radio je u državnoj upravi, u ministarstvu prosvjete. U Beogradu se zadržao sve do 1941. nakon čega radi u Metkoviću u građanskoj školi. Razbolio se i otišao u umirovinu. Poslije rata se reaktivirao i školske godine 1946./47. radio kao profesor u Zagrebu na Višoj pedagoškoj školi u Zagrebu. U školstvu je unio nove napredne elemente. Zauzimao se za "novu radnu školu" i suvremene nastavne metode. Držao se načela da svako nastavno gradivo treba posebno obrađivati, prema njegovoj naravi i svrsi koja se želi postignuti, a ne prema univerzalnim metodama. Pokretao je i organizirao "ogledne škole". Zbog toga je mnogo pridonio prosvjeti i radu osnovnih škola. Zastupao je aktivne i radne škole, skupnu nastavu umjetničkog obrazovanja i nacionalnog odgoja.
Prevodio je pedagoška djela s ruskog jezika. Jedan je od urednika Pedagogijskoga leksikona (Zagreb 1939.).
Napisao je djela: Dječji samorad (1925.), Načela nove škole (1934.), Skupna nastava u teoriji i praksi (1935.), Pismeni sastavci u osnovnoj školi (1937.), Kako uvodimo učenike u povijesnu nastavu (1939.), Globalna metoda u nastavi čitanja (1940.) i druga.